# زندگی گاهی سخته، درسته پراویدنس؟
زندگی گاهی سخته، درسته پراویدنس؟ (انگلیسی: Sometimes Life Is Hard - Right, Providence?؛ ‏ ایتالیایی: La vita a volte è molto dura, vero Provvidenza?) یک فیلم کمدی وسترن اسپاگتی به کارگردانی جولیو پترونی است که در سال ۱۹۷۲ منتشر شد.

## بازیگران
- توماس میلیان
- ژانت اوگرن
- دیتر اپلر
- موریس پولی
- جووانی جانفرییا
- پل مولر
- گابریلا جورجلی